# Гоні-Пат (Південна Кароліна)
Гоні-Пат (англ. Honea Path) — місто (англ. town) в США, в округах Аббвілл і Андерсон штату Південна Кароліна. Населення — 3686 осіб (2020).

## Географія
Гоні-Пат розташоване за координатами 34°26′50″ пн. ш. 82°23′39″ зх. д. / 34.44722° пн. ш. 82.39417° зх. д. (34.447140, -82.394263).  За даними Бюро перепису населення США в 2010 році місто мало площу 9,38 км², з яких 9,37 км² — суходіл та 0,00 км² — водойми.

## Демографія
Згідно з переписом 2010 року, у місті мешкало 3597 осіб у 1557 домогосподарствах у складі 1018 родин. Густота населення становила 384 особи/км².  Було 1821 помешкання (194/км²).
Расовий склад населення:
| - 77,0 % — білих - 19,6 % — чорних або афроамериканців - 0,3 % — азіатів - 0,2 % — корінних американців |

До двох чи більше рас належало 2,4 %. Частка іспаномовних становила 1,4 % від усіх жителів.
За віковим діапазоном населення розподілялося таким чином: 23,7 % — особи молодші 18 років, 57,0 % — особи у віці 18—64 років, 19,3 % — особи у віці 65 років та старші. Медіана віку мешканця становила 40,5 року. На 100 осіб жіночої статі у місті припадало 81,6 чоловіків;  на 100 жінок у віці від 18 років та старших — 78,1 чоловіків також старших 18 років.
Середній дохід на одне домашнє господарство  становив 42 232 долари США (медіана — 24 951), а середній дохід на одну сім'ю — 51 125 доларів (медіана — 39 063). Медіана доходів становила 45 673 долари для чоловіків та 31 691 долар для жінок. За межею бідності перебувало 28,0 % осіб, у тому числі 48,1 % дітей у віці до 18 років та 26,2 % осіб у віці 65 років та старших.
Цивільне працевлаштоване населення становило 1479 осіб. Основні галузі зайнятості: освіта, охорона здоров'я та соціальна допомога — 25,2 %, роздрібна торгівля — 17,2 %, виробництво — 13,7 %.